# Неофициальная шахматная олимпиада 1924
I-я неофициальная шахматная олимпиада 1924 года состоялась в Париже и была частью Летних Олимпийских игр 1924, но не входила в олимпийский зачет.
Были приглашены шахматисты из 18 стран. Каждая страна могла прислать не более 4 игроков. Всего прибыло 54 шахматиста. Они были разделены на 9 подгрупп, победители которых соревновались за 1-е место в финальном турнире, а остальные играли во втором турнире 8 партий по швейцарской системе. Победителем становилась та страна, чьи мастера наберут наибольшее суммарное количество очков.
Председателем оргкомитета турнира был П. Венсан, исполнительным директором — А. А. Алехин.
Турнир стартовал 12 июля и продолжался до 20 июля 1924 года.

## Личный зачет
Девять победителей финишировали в следующем порядке:
1. Герман Матисон ( Латвия)
2. Фрицис Апшениек ( Латвия)
3. Эдгар Колле ( Бельгия)
4. Макс Эйве ( Нидерланды)
5. Арпад Вайда ( Венгрия)
6. Анатолий Чепурнов ( Финляндия)
7. Луис Архентино Палау ( Аргентина)
8. Мануэль Гольмайо ( Испания)
9. Корнел Хаваши ( Венгрия)

Первым в утешительном турнире стал Карел Громадка (Чехословакия)
| №     | Участник             | Очки (Квалификация + финал) |
| ----- | -------------------- | --------------------------- |
| 1     | Громадка, Карел      | 9½ (3 + 6½)                 |
| 2     | Шульц, Ян            | 9 (4 + 5)                   |
| 3     | Фёльми, Эрвин        | 8½ (3½ + 5)                 |
| 4     | Бетиньш, Карлис      | 8 (2 + 6)                   |
| 4     | Рено, Жорж           | 8 (3 + 5)                   |
| 4     | Грау, Роберто        | 8 (3½ + 4½)                 |
| 4     | Колтановский, Джордж | 8 (3½ + 4½)                 |
| 8     | Ченни, Джованни      | 7½ (1½ + 6)                 |
| 8     | Штейнер, Эндре       | 7½ (2 + 5½)                 |
| 8     | Циммерман, Отто      | 7½ (2½ + 5)                 |
| 8     | Данюшевский, Давид   | 7½ (2½ + 5)                 |
| 8     | Штерк, Карой         | 7½ (3 + 4½)                 |
| 8     | Река, Дамиан         | 7½ (3½ + 4)                 |
| 14—45 |                      |                             |

Не все команды прислали по 4 представителя, например, за сборную Аргентины выступали только 3 шахматиста, которые по сумме набранных очков опередили полные команды Италии, Франции и Польши. То есть, система подсчета была сложной и несовершенной.
Кроме того, МОК (Международный олимпийский комитет) потребовал не допускать к соревнованиям «профессионалов» — шахматистов, для которых игра была источником прибыли. Турнир носил название «Вселенская олимпиада любителей».
В турнире участвовала и женщина — одна из сильнейших шахматисток того времени Эдит Холлоуэй (Англия). Отдельные женские шахматные олимпиады начали проводить только после Второй мировой войны.

## Командный зачет
По сумме очков победила команда Чехословакии (31), второй была Венгрия (30), третьей — Швейцария (29).
| #  |              | Очки | Участники                                                |
| -- | ------------ | ---- | -------------------------------------------------------- |
| 1  | Чехословакия | 31   | Громадка — 9½, Я. Шульц — 9, Ванек — 6½, Скаличка — 6    |
| 2  | Венгрия      | 30   | Вайда — 8, Штерк — 7½, Э. Штейнер — 7½, Хаваши — 7       |
| 3  | Швейцария    | 29   | Фёльми — 8½, Циммерман — 7½, Г. Ионер — 6½, Негели — 6½  |
| 4  | Латвия       | 27½  | Апшениек — 10, Матисон — 9½, К. Бетиньш — 8              |
|    | Аргентина    | 27½  | Грау — 8, Река — 7½, Палау — 7, Фернандес Кория — 5      |
| 6  | Италия       | 26½  | Ченни — 7½, Росселли — 7, Роми — 6½, Милиани — 5½        |
| 7  | Франция      | 25½  | Рено — 8, Лазар — 6½, Дюшан — 6, Жибо — 5                |
|    | Польша       | 25½  | Данюшевский — 7½, Пильц — 6, С. Кон — 6, Клечиньский — 6 |
| 9  | Бельгия      | 24   | Колле — 8½, Колтановский — 8, Лансель — 5, Жоне — 2½     |
| 10 | Испания      | 19   | М. Гольмайо — 7, В. Марин — 6, Рей Ардид — 6             |
| 11 | Нидерланды   | 18½  | Эйве — 8, Оскам — 6, Рюб — 4½                            |
| 12 | Румыния      | 18   | Давидеску — 7, Гуджу — 6, Лёвентон — 5                   |
| 13 | Финляндия    | 15   | Чепурнов — 9, Мальмберг — 6                              |
| 14 | Англия       | 12½  | Хэндесайд — 6, Рефорд — 3½, Холлоуэй — 3                 |
| 15 | Ирландия     | 5½   | О’Хэнлон — 5½                                            |
| 16 | Канада       | 5    | С. Смит — 5                                              |
| 17 | Россия       | 4½   | П. Потемкин — 3; В. Кан — 1½                             |
| 18 | Югославия    | 2½   | Розич — 2½                                               |